# Vestjysk Gymnasium Tarm
Vestjysk Gymnasium Tarm (forkortet: VGT) er et gymnasium i Tarm.

Den fjerne fortid
Skolens historie går tilbage til 1887, da Tarm Realskole blev oprettet. Skolen fik i 1928 studenterkursus og blev i 1938 til en privat selvejende gymnasieskole og skiftede ved den lejlighed navn fra Vestjysk Kost- og Realskole Tarm til Vestjysk Gymnasium Tarm. Gymnasiet blev overtaget af staten i 1953. Realafdelingen blev nedlagt i 1972, da gymnasiet i stedet fik hf-kursus. I 1986 overtog Ringkøbing Amt driften af skolen, og fra 2007 overgik gymnasiet til selveje i lighed med landets øvrige gymnasier.
Den nære fortid
I 2015 var Mikkjal Helmsdal VGTs rektor. I 2019 indførte gymnasiet en IT-fri uge.

## Kendte studenter
- 1959: Keld Hüttel,[3] borgmester
- 1959: Søren Lodberg Hvas,[4] biskop over Aalborg Stift (1991-2010)
- 1963: Vilfred Friborg Hansen, forstander for VUC i Randers og borgmester i Randers Kommune
- ca. 1966: Lone Hindø,[5] præst og politiker
- 1971: Peter A.G. Nielsen,[6] musiker
- 1983: Anders Agger,[7] journalist og dokumentarist
- 1984: Poul Pilgaard Johnsen, journalist, forfatter og forlægger
- 1997: Christian Sønderby Jepsen,  dokumentarfilminstruktør
- 1998: Esben Lunde Larsen,[8] teolog, politiker, minister